# Quận Amherst, Virginia
Quận Amherst là một quận thuộc tiểu bang Virginia, Hoa Kỳ.
Theo điều tra dân số của Cục điều tra dân số Hoa Kỳ năm 2000, quận có dân số 31.894 người. Quận lỵ đóng ở Amherst.6

## Địa lý
Theo Cục điều tra dân số Hoa Kỳ, quận có diện tích 1241 km2, trong đó có 4 dặm vuông Anh (10 km2) là diện tích mặt nước.

### Quận giáp ranh
- Quận Rockbridge, Virginia - tây bắc
- Quận Nelson, Virginia - đông bắc
- Quận Appomattox, Virginia - đông nam
- Quận Campbell, Virginia - nam
- Quận Lynchburg, Virginia - nam
- Quận Bedford, Virginia - tây nam